# Discografia di Levante
La discografia di Levante, cantautrice italiana, è costituita da cinque album in studio, trentaquattro singoli e ventisette video musicali (inclusi quelli come artista ospite), pubblicati dal 2013.

## Album in studio
| Anno | Titolo | Classifiche | Certificazioni | Unità          |
| Anno | Titolo | ITA         | Certificazioni | Unità          |
| ---- | --- | ----------- | -------------- | -------------- |
| 2014 | Manuale distruzione - Pubblicato: 11 marzo 2014 - Etichetta: INRI - Formati: CD, LP, MC, download digitale, streaming                         | 8           |                |                |
| 2015 | Abbi cura di te - Pubblicato: 5 maggio 2015 - Etichetta: Carosello - Formati: CD, LP, download digitale, streaming                            | 17          |                |                |
| 2017 | Nel caos di stanze stupefacenti - Pubblicato: 7 aprile 2017 - Etichetta: Carosello - Formati: CD, 2 CD+DVD, LP, download digitale, streaming  | 2           | - ITA: Oro     | - ITA: 25 000+ |
| 2019 | Magmamemoria - Pubblicato: 4 ottobre 2019 - Etichetta: Parlophone, Warner Music Italy - Formati: CD, 2 CD, 2 LP, download digitale, streaming | 3           | - ITA: Oro     | - ITA: 25 000+ |
| 2023 | Opera futura - Pubblicato: 17 febbraio 2023 - Etichetta: Parlophone, Warner Music Italy - Formati: CD, LP, download digitale, streaming       | 6           |                |                |

## Singoli

### Come artista principale
| Anno                                                         | Titolo                        | Classifiche | Certificazioni  | Unità          | Album di provenienza               |
| Anno                                                         | Titolo                        | ITA         | Certificazioni  | Unità          | Album di provenienza               |
| ------------------------------------------------------------ | ----------------------------- | ----------- | --------------- | -------------- | ---------------------------------- |
| 2013                                                         | Alfonso                       | 37          | - ITA: Oro      | - ITA: 25 000+ | Manuale distruzione                |
| 2013                                                         | La scatola blu                | —           |                 |                | Manuale distruzione                |
| 2013                                                         | Memo                          | —           |                 |                | Manuale distruzione                |
| 2014                                                         | Sbadiglio                     | 73          |                 |                | Manuale distruzione                |
| 2014                                                         | Duri come me                  | —           |                 |                | Manuale distruzione                |
| 2014                                                         | Cuori d'artificio             | —           |                 |                | Manuale distruzione                |
| 2015                                                         | Ciao per sempre               | —           | Abbi cura di te |                |                                    |
| 2015                                                         | Le lacrime non macchiano      | —           | Abbi cura di te |                |                                    |
| 2015                                                         | Finché morte non ci separi    | —           | Abbi cura di te |                |                                    |
| 2016                                                         | Abbi cura di te               | —           | Abbi cura di te |                |                                    |
| 2017                                                         | Non me ne frega niente        | 91          | - ITA: Oro      | - ITA: 25 000+ | Nel caos di stanze stupefacenti    |
| 2017                                                         | Pezzo di me (feat. Max Gazzè) | 66          | - ITA: Platino  | - ITA: 50 000+ | Nel caos di stanze stupefacenti    |
| 2017                                                         | Gesù Cristo sono io           | —           |                 |                | Nel caos di stanze stupefacenti    |
| 2018                                                         | 1996 La stagione del rumore   | —           |                 |                | Nel caos di stanze stupefacenti    |
| 2019                                                         | Andrà tutto bene              | 78          | Magmamemoria    |                |                                    |
| 2019                                                         | Lo stretto necessario         | 96          | Magmamemoria    |                |                                    |
| 2019                                                         | Bravi tutti voi               | —           | Magmamemoria    |                |                                    |
| 2020                                                         | Tikibombom                    | 8           | - ITA: Platino  | - ITA: 70 000+ | Magmamemoria MMXX (Deluxe Edition) |
| 2020                                                         | Sirene                        | —           |                 |                | /                                  |
| 2020                                                         | Vertigine (con gli Altarboy)  | —           | - ITA: Oro      | - ITA: 35 000+ | /                                  |
| 2021                                                         | Dall'alba al tramonto         | —           |                 |                | /                                  |
| 2023                                                         | Vivo                          | 17          | - ITA: Oro      | - ITA: 50 000+ | Opera futura                       |
| 2023                                                         | Leggera                       | —           |                 |                | Opera futura                       |
| 2023                                                         | Canzone d'estate              | —           |                 |                | Opera futura                       |
| 2024                                                         | Mi manchi                     | —           |                 |                | Opera futura                       |
| 2025                                                         | Follemente                    | —           | /               |                |                                    |
| 2025                                                         | Maimai                        | —           | /               |                |                                    |
| "—" indica una pubblicazione non classificata in quel paese. |                               |             |                 |                |                                    |

### Come artista ospite
| Anno                                                         | Titolo                                        | Classifiche | Certificazioni     | Unità           | Album di provenienza |
| Anno                                                         | Titolo                                        | ITA         | Certificazioni     | Unità           | Album di provenienza |
| ------------------------------------------------------------ | --------------------------------------------- | ----------- | ------------------ | --------------- | -------------------- |
| 2014                                                         | Corri corri (Bianco feat. Levante)            | —           |                    |                 | /                    |
| 2015                                                         | Atlantide (Daniele Celona feat. Levante)      | —           | Amantide Atlantide |                 |                      |
| 2016                                                         | Assenzio (J-Ax e Fedez feat. Stash e Levante) | 1           | - ITA: Platino (4) | - ITA: 200 000+ | Comunisti col Rolex  |
| 2017                                                         | Quando sono con te (Ex-Otago feat. Levante)   | —           |                    |                 | Marassi              |
| 2017                                                         | Ora solo io ora (Casino Royale feat. Levante) | —           | /                  |                 |                      |
| 2018                                                         | Stay Open (Diplo feat. Levante e MØ)          | —           | /                  |                 |                      |
| 2023                                                         | Wild (LP feat. Levante)                       | —           | Love Lines         |                 |                      |
| "—" indica una pubblicazione non classificata in quel paese. |                                               |             |                    |                 |                      |

## Collaborazioni
| Anno | Titolo                                           | Album di provenienza   |
| ---- | ------------------------------------------------ | ---------------------- |
| 2012 | Briciole (Pula+ feat. Levante)                   | Di niente e di nessuno |
| 2016 | Woman (Train to Roots feat. Levante)             | Home                   |
| 2019 | Un motivo maledetto (Irene Grandi feat. Levante) | Grandissimo            |
| 2023 | Amoremidai (Paola & Chiara feat. Levante)        | Per sempre             |

## Video musicali
| Anno | Titolo                     | Regista/i                  |
| ---- | -------------------------- | -------------------------- |
| 2013 | Alfonso                    | Paolo Ranzani              |
| 2013 | La scatola blu             | —                          |
| 2013 | Memo                       | Marco Cremascoli           |
| 2014 | Sbadiglio                  | Mauro Talamonti            |
| 2014 | Duri come me               | Marco Cremascoli           |
| 2014 | Cuori d'artificio          | Giulio Fiorito             |
| 2014 | Corri corri                | Giacomo Triglia            |
| 2015 | Ciao per sempre            | Federico Fred Cangianiello |
| 2015 | Le lacrime non macchiano   | Andrea Gallo               |
| 2015 | Atlantide                  | —                          |
| 2015 | Finché morte non ci separi | Romana Meggiolaro          |
| 2016 | Abbi cura di te            | Sergio Loreni              |
| 2016 | Assenzio                   | Mauro Russo                |
| 2017 | Non me ne frega niente     | Stefano Poggioni           |
| 2017 | Pezzo di me                | Stefano Poggioni           |
| 2017 | Gesù Cristo sono io        | Zero                       |
| 2019 | Andrà tutto bene           | Zero                       |
| 2019 | Lo stretto necessario      | Giacomo Triglia            |
| 2019 | Bravi tutti voi            | Jacopo Farina              |
| 2020 | Tikibombom                 | Giacomo Triglia            |
| 2020 | Sirene                     | Giacomo Triglia            |
| 2020 | Vertigine                  | Gianluigi Carella          |
| 2021 | Dall'alba al tramonto      | Giacomo Triglia            |
| 2023 | Vivo                       | Giacomo Triglia            |
| 2023 | Leggera                    | Federico Santaiti          |
| 2023 | Canzone d'estate           | Giacomo Triglia            |
| 2025 | Maimai                     | Giacomo Triglia            |